# Greta Renborg
Greta Renborg, född Liljestrand 6 oktober 1921 i Engelbrekts församling, Stockholm, död 19 augusti 2005 i Gottsunda församling, Uppsala län
, var en svensk författare, eldsjäl och bibliotekarie som har fått ge namn åt ett av Svensk Biblioteksförenings priser.

## Greta Renborgs pris
Renborg har även fått ett pris uppkallat efter sig. Greta Renborgs pris utdelas årligen till ett bibliotek som lyckats med en god marknadsföring eller till enskild eller enskilda biblioteksanställda som utmärkt sig speciellt på området och som arbetar i Greta Renborgs anda. Svensk Biblioteksförening instiftade priset till Greta Renborgs 65-årsdag 1986.
Mottagare av Greta Renborgs pris:
- 1987 – Ulla Brohed
- 1988 – Lillemor Widgren
- 1989 – Talboks- och punktskriftsbiblioteket (TPB), numera Myndigheten för tillgängliga medier
- 1990 – Elsi Ekstedt
- 1991 – Christina Garbergs-Gunn
- 1992 – Björn Lindwall
- 1993 – Ingabritt Blindh
- 1994 – Ingrid Atlestam
- 1995 – Christina Tovoté
- 1996 – Torsten Samzelius
- 1997 – Gunilla Kabell och Maria Lagerwall
- 1998 – Birgitta Ahlén
- 1999 – Conny Äng
- 2000 – Marjatta Tengström och Per Olsson
- 2001 – Bert Hoflund
- 2002 – Folke Dahlqvist
- 2003 – Ann-Margret Järås
- 2004 – Lena Sewall
- 2005 – Bibliotekspersonalen vid Värnamo kulturförvaltning
- 2006 – Gunnar Südow
- 2007 – Kvinnohistoriska samlingarna inom Göteborgs universitetsbibliotek
- 2008 – Biblioteken i Norrbotten
- 2009 – Barbro Bolonassos
- 2010 – Birgitta Hellman Magnusson
- 2011 – Regionbibliotek Halland
- 2012 – Larry Lempert, Internationella biblioteket
- 2013 – Anette Helgesson, Edsbyns bibliotek i Ovanåker
- 2014 – Christer Edeholt, Umeå, för att ha skapat Regnbågsbiblioteket samt aktivt medverkat till att marknadsföra hbtq-frågor inom biblioteksvärlden både nationellt och internationellt.
- 2015 – Jenny Lindh, Stockholm[9]
- 2016 – Personalen på Sätra bibliotek i Gävle[10]
- 2017 – Högskolebiblioteket i Borås[11][12]
- 2018 – Cilla Dalén, skolbibliotekarie på Hjulsta grundskola i Stockholm för hennes arbete med ALMA-priset och för hur hon sprider kunskap vertikalt bland sina kolleger.[13]
- 2019 – Pia Shekhter, Biblioteket för musik och dramatik, Göteborgs universitetsbibliotek, för hennes arbete med att lyfta alla människors demokratiska rätt till musikalisk delaktighet[14]
- 2020 – Jon Fällström, IKT-pedagog vid Umeå stadsbibliotek, "för sitt arbete med att visa på nya spännande sätt att utveckla biblioteksverksamhet och nå ut till nya målgrupper på nya platser. Med stor fingertoppskänsla inspirerar han både kollegor och användare på ett ödmjukt och lyhört sätt".[15]
- 2021 – Världens bibliotek för att ha "breddat, demokratiserat och ökat tillgängligheten till angelägen litteratur."[16]
- 2022 – Elisabeth Skog och Jeanette Malm, Halmstads bibliotek, för "sitt arbete med olika biblioterapeutiska verksamheter som bland annat den digitala gruppen Bokbandaget, läsecirkeln Dikter för svårmodiga och Bibliotekspodden."
- 2023 – Miss Shameless och Lady Busty, Drag Queen Story Hour, för att "trots motstånd, protester och till och med öppna hot, har de fortsatt att manifestera människors rätt att göra sina egna val och följa sitt hjärtas röst. På så vis befäster de bibliotekens position som relevanta platser öppna och tillgängliga för alla.[17]